# Miloš Kopecký
Miloš Kopecký, född 22 augusti 1922 i Prag, död där 16 februari 1996, var en tjeckisk (tjeckoslovakisk) skådespelare.
Kopecký blev ett känt ansikte för den tjeckiska filmpubliken under 1950-talet och 1960-talet med roller i populära filmer som Baron Prášil och westernparodin Lemonade Joe. Han blev dock allra främst förknippad med rollen som läkaren Strosmajer i den realistiska TV-serien Nemocnice na kraji města ursprungligen visad 1978–1981.

## Filmografi, urval
- 1952 – Kejsarens bagare
- 1952 – Den stolta prinsessan
- 1953 – Blodets hemlighet
- 1962 – Baron Prášil
- 1964 – Lemonade Joe
- 1971 – Mord på hotell Excelsior
- 1971 – Pane, vy jste vdova!
- 1975 – Jak utopit dr. Mráčka aneb Konec vodníků v Čechách
- 1978 – Nemocnice na kraji města (TV-serie)